# Girls Band Cry
《少女乐队的呐喊》是东映动画制作，酒井和男执导的2024年原创日本电视动画，是东映动画、agehasprings与环球音乐（日本）主办的同名跨媒体制作企划的一部分。该企划以agehasprings的五人女子乐队「Togenashi Togeari」（又译作无刺有刺）为主体，本作也以该乐队为原型创作，五名乐队成员分别饰演动画中的五位主角。
本作共13集，于2024年4月至6月播出，讲述了辍学的女高中生井芹仁菜独自来到东京，和四名背負著不同人生傷痛的少女组建乐队，藉由音樂找到彼此归属的故事。总集篇剧场版分为两部分，将分别于2025年10月和11月上映。

## 劇情簡介
從高中輟學，前往東京一邊工作、一邊考大學的井芹仁菜，受到獨立樂團音樂的渲染；在郊外的車站前，找到了已經退團，正在唱歌的偶像——河原木桃香。兩人與藏起自己情緒的安和昴、被雙親拋棄的海老塚智，以及獨自一人的少女璐帕；組成了女子樂團「TOGENASHI TOGEARI（トゲナシトゲアリ）」。
擁有不同背景並且背負著不同傷痛的五人，藉由音樂找到屬於她們的歸屬。

## 登场角色

### TOGENASHI TOGEARI
“TOGENASHI TOGEARI（トゲナシトゲアリ）”是电视动画主角们创建的乐队，最初只有仁菜、桃香、昴，并临时命名为，后来得到了有独自经营乐队“beni-shouga”的智和RUPA的加入。
井芹仁菜（配音：理名）
主唱。老家位在熊本縣，有些内向的普通女孩子，小学、中学、高中都不太引人注意，成绩也很普通。没有什么特别的梦想，老是观察周遭的气氛，配合着大家而生活。性格弱气但不服输，家庭有着严厉的家规，导致在学校被霸凌，即使被伤害也被家里要求忍着，最終无法压抑情绪下最终选择高中辍学，独立来到东京谋生。
河原木桃香（配音：夕莉）
吉他手。老家位在旭川市，20岁的街头音乐艺人，随兴且刚烈，讨厌打扮得像女孩子一样，发型与服装都比较简单。开朗又很会照顾人，有点像是运动社团中，值得依靠的前辈（唯一弱點是害怕蛇類）。曾经是组合“钻石星尘”的成员，由于理念不合而离开组合，之後仍留在東京當街頭藝人直至與仁菜認識才開始認真探索自己的音樂夢。
與仁菜慢慢壯大樂團後對是否出道成為職業樂團感到迷惘而一度萌生退團的想法，但與仁菜激烈辯駁後決定再次勇敢向前。
安和昴（配音：美怜）
鼓手。她是一位就读艺能学校的女孩子。前途光明，会出演广告。善于处事且和蔼可亲的美少女。拥有足以胜任模特儿的美貌，但内心深处是一名好胜的小姐，奶奶安和天童（声优：幸田直子、崛笼沙耶（作中电影））是著名演员，家族也对她寄予厚望，希望她能够继承奶奶的演艺事业。为了达成这一目标，她被送入了艺能学校。然而，安和昴认为自己并没有表演天赋，因此选择加入乐队，作为对这种期望的微小反抗。
最初做為桃香招攬的新成員而不受仁菜待見，但把話挑明後與仁菜之間越來越合拍，亦會在桃香和仁菜爭執時充當潤滑劑，也在仁菜的影響下和奶奶坦承自己想加入樂團。
海老冢智（配音：凪都）
键盘手。在家乡相当有名的有钱人家大小姐，现在则是与RUPA分租公寓，性格冷淡，总是用不好的角度来看世界，像是刺猬一样非常有警戒心，难以敞开心房。初中毕业后发现父母不关注自己（并且發現母亲与其他男性有染）后，弃学独立经营乐队，在与RUPA曾经和另外两人组建过乐队，并约定在武道馆演出，但另外两人技术不符合她的预期而大吵後分道扬镳，仍然为了这个目标与RUPA，维持着自己的乐队运营并稍有名气，喜欢看安和天童的电视剧。
和RUPA一起在牛丼店打工時就已經在默默關注仁菜和桃香，猶豫不決時經RUPA勸導才決定加入TOGENASHI TOGEARI。
RUPA（配音：朱李）
贝斯手。父亲是南亚人、母亲是日本人的混血儿，肤色略带褐色，有着东亚异国风情的少女。非常有艺术才华，也很聪明，是所谓的天才，因稳重的说话方式和谦虚的态度而受到众人尊敬，唯一的缺点是喝太多酒就会变得很大胆，与智分租公寓，在智与原来乐队分开后一直支持她实现去武道馆的目标。
過去曾因為過於忙碌忽視家人，直到家人因意外死亡時才感到後悔，因而不時勸導仁菜和父母和解以避免日後留下遺憾。

### 钻石星尘
桃香曾经所在的乐队，本身是她和她的高中同学组建的学校乐队，后来辍学成为独立乐队，并签约唱片公司。在商业化出道前夕，由于桃香不满意乐队为了迎合主流风格，而改变自己，即使在其他成员挽留下仍退出乐队，之后乐队找了一名新成员做主唱，进行了商业化出道。
雏（配音：近藤玲奈）
钻石星尘的新主唱。其實是仁菜在高中時決裂的朋友，當仁菜被校园霸凌卻冷言冷語，被仁菜視為「否定她的人」，之後離開學校前往東京加入钻石星尘，仁菜所在的樂團出道後又視彼此為競爭者，同時暗中磨練自己的歌唱技巧來證明自己的實力。
奈奈（配音：松岡美里）
贝斯手。
凛（配音：漆山优希）
吉他手。
爱（配音：宮白桃子）
鼓手。

### 其他
井芹宗男
仁菜的父亲，熊本县教育联盟的顾问，也是十分出名的教育家。在仁菜在学校被霸凌事件中，希望女儿接受道歉，并以此换取学校对女儿的大学保送机会来息事宁人，但仁菜无法接受，并独立辍学离家。在得知仁菜也停止补习班学习之後，让其回来，父女在相谈后和解，之后父亲也有去看女儿的live演出。
井芹靖恵（配音：小島幸子）
仁菜的母亲，只是普通的家庭主婦，對於女兒離家和父母冷戰感到無奈，後期父女在相谈和解后，轉而支持仁菜的樂團夢。
井芹凉音
仁菜的姐姐，理解妹妹在校园霸凌中受到的伤害，也希望妹妹与父亲和解。几次代替父亲来东京跟妹妹交代家中的情况。
安和天童（配音： /崛籠沙耶（作中電影））
昴的奶奶，年輕時就已經是闖出名號的大牌女星，因為女兒沒打算往演藝圈發展而對孫女昴寄予厚望，對昴的儀態要求十分嚴格，也讓昴在無形中形成壓力，最終昴在坦承加入樂團後給予支持。

## 发行
2021年6月27日，环球音乐、东映动画和agehasprings宣布举办Girl's Rock Audition，募集新乐队企划的成员。并公布这个企划将会有由东映动画制作的动画作品。
2023年4月24日，宣布完全新作原创动画GIRLS BAND CRY发表决定。2023年5月29日，正式公开本作的PV以及作品资讯。
2023年12月20日，在演唱会「Get to KAWASAKI 2023」上公开本作于2024年4月放送。
2024年2月9日，公开本作电视动画PV，并宣布电视动画于2024年4月5日放送。

## 音乐作品

### TOGENASHI TOGEARI

#### 单曲
| 序号 | 标题 | 发售日         | 規格產品編號 | 規格產品編號 | 最高位         | 收录曲目 | 参考脚注 |
| 序号 | 标题 | 发售日         | BD版         | DVD版        | 最高位         | 收录曲目 | 参考脚注 |
| ---- | ---- | -------------- | ------------ | ------------ | -------------- | -------- | -------- |
| 1st  |      | 2023年07月26日 | UMCK-5728    | UMCK-5729    |                |          | [ 13 ]   |
| 2nd  |      | 2023年08月30日 | UMCK-5730    | UMCK-5731    |                |          | [ 13 ]   |
| 3rd  |      | 2023年10月25日 | UMCK-5733    | UMCK-5734    |                |          | [ 13 ]   |
| 4th  |      | 2023年12月20日 | UMCK-5739    | UMCK-5740    |                |          | [ 13 ]   |
| 5th  |      | 2024年02月28日 | UMCK-5744    | UMCK-5745    | 单曲周榜第84位 |          | [ 13 ]   |
| 6th  |      | 2024年05月22日 | UMCK-5747    | UMCK-5747    |                |          | [ 14 ]   |
| 7th  |      | 2024年05月22日 | UMCK-5748    | UMCK-5748    |                |          | [ 15 ]   |
| 8th  |      | 2024年06月19日 | UMCK-5754    | UMCK-5754    |                |          | [ 16 ]   |
| 9th  |      | 2024年07月10日 | UMCK-5758    | UMCK-5758    |                |          | [ 17 ]   |

#### 專輯
| 标题 | 发售日         | 規格產品編號 | 規格產品編號 | 最高位 |
| 标题 | 发售日         | BD版         | CD版         | 最高位 |
| ---- | -------------- | ------------ | ------------ | ------ |
|      | 2024年04月24日 | UMCK-7238    | UMCK-1766    |        |
|      | 2024年08月28日 | UMCK-7246    | UMCK-1771    |        |

### 鑽石星塵

#### 单曲
| 序號 | 標題            | 發售日         | 規格產品編號 | 最高位 | 收錄曲目        | 參考腳注 |
| ---- | --------------- | -------------- | ------------ | ------ | --------------- | -------- |
| —    | Cycle Of Sorrow | 2024年07月10日 | UMCK-5759    |        | Cycle Of Sorrow | [ 18 ]   |

## 演唱会
| 日期     | 演唱会名称                                 | 会场               | 備註                             |
| 2023年   | 2023年                                     | 2023年             | 2023年                           |
| -------- | ------------------------------------------ | ------------------ | -------------------------------- |
| 9月14日  |                                            | 代官山SPACE ODD    | 非正式演出                       |
| 9月23日  | NAKAYOSHI FES. 2023                        | 渋谷Spotify O-EAST | 因夕莉感染新型冠狀病毒而取消出演 |
| 10月21日 |                                            | 川崎Le FRONT       | 嘉賓                             |
| 11月10日 | 赤羽ReNY alpha presents Night Escape vol.9 | 赤羽ReNY alpha     |                                  |
| 12月20日 | Get to KAWASAKI 2023                       | 川崎Serbian Night  |                                  |
| 2024年   |                                            |                    |                                  |
| 3月16日  |                                            | 横浜・1000 CLUB    | [ 11 ]                           |

## 电视动画
原创电视动画在TOKYO MX、SUN電視台、KBS京都、BS11上播出。

### 制作人员
- 原作、企划、动画制作、製作：东映动画
- 系列导演：酒井和男
- 系列构成、剧本：花田十辉
- 角色设计：手島nari
- 道具设计：田村正平
- 色彩设计：竹泽聪
- 美术监督：野村正信、藤井里咲
- 美术设定：天田俊贵
- 摄影监督：桑原真也
- CG导演：郑载薰、大曾根悠介、
- LIVE CG导演：中西信棋
- 編輯：长坂智树
- 音乐制作人：玉井健二
- 剧伴音乐：田中祐輔
- 音乐制作：agehasprings
- 音响监督：三好庆一郎

### 主题曲
片頭曲

主唱：TOGENASHI TOGEARI，作詞、作曲：玉井健二，編曲：玉井健二、大濱健悟
片尾曲

主唱：TOGENASHI TOGEARI，作詞：，作曲：游部優介，編曲：玉井健二、南田健吾
第1話、第3话、第5話、第7话、第11話未使用
插曲
（第1話、第2話、第5話、第8話）
主唱：
第1話、第2話、第5話、第8話：Diamond Dust
第8話：井芹仁菜
作詞：，作曲：南田健吾，編曲：玉井健二、南田健吾
（第3話、第4話）
主唱：新川崎（暂定），作词：大西省吾、，作曲：大西省吾，编曲：玉井健二、大西省吾
（第5話、第8話）
主唱：Diamond Dust，作詞：，作曲：南田健吾，編曲：玉井健二、大西省吾
（第5話、第6話）
主唱：
第5話：新川崎（暫定）
第6話：新川崎（暫定）×beni shouga
作詞、作曲：大濱健悟，編曲：玉井健二、大濱健悟
（第6話）
主唱：beni shouga，作詞、作曲：okoge，編曲：玉井健二、高橋亮人
（第7話）
主唱：仝，作詞、作曲：
（第7話）
主唱：TOGENASHI TOGEARI，作詞：飛内将大、，作曲：飛内将大，編曲：玉井健二、飛内将大
「Cycle Of Sorrow」（第11話、第13話）
主唱：Diamond Dust，作詞、作曲：古賀頌哉，編曲：玉井健二、大西省吾
（第11話）
主唱：TOGENASHI TOGEARI，作詞：永澤和真、Misty mint，作曲：永澤和真，編曲：玉井健二、百田留衣
（第13話）
主唱：TOGENASHI TOGEARI，作詞：，作曲：永澤和真，編曲：玉井健二、永澤和真

### 各话列表
| 话数 | 日文标题  | 中文标题   | 分镜     | 演出              | LIVE部分分镜                                         | LIVE部分演出                                         | 作画监督 | 首播日期      |
| ---- | --------- | ---------- | -------- | ----------------- | ---------------------------------------------------- | ---------------------------------------------------- | -------- | ------------- |
| 1    | [ 註 2 ]  |            | 酒井和男 | 酒井和男          | 酒井和男                                             | 居村健治                                             | 山崎智加 | 2024年 4月6日 |
| 2    | [ 註 3 ]  |            | 酒井和男 | 朝仓舞彩          | 不適用                                               | 不適用                                               | 山崎智加 | 4月13日       |
| 3    | [ 註 4 ]  |            | 酒井和男 | 平山美穗          | 酒井和男                                             | 酒井和男                                             | 山崎智加 | 4月20日       |
| 4    | [ 註 5 ]  |            | 酒井和男 | 大槻一惠          | 不適用                                               | 不適用                                               | 山崎智加 | 4月27日       |
| 5    | [ 註 6 ]  |            | 酒井和男 | 朝仓舞彩          | 三村厚史                                             | 三村厚史                                             | 山崎智加 | 5月4日        |
| 6    | [ 註 7 ]  | 离群者赞歌 | 酒井和男 | 田邊泰裕          | 不適用                                               | 不適用                                               | 山崎智加 | 5月11日       |
| 7    | [ 註 9 ]  | [ 註 10 ]  | 酒井和男 | 大槻一惠 居村健治 | 酒井和男                                             | 酒井和男                                             | 山崎智加 | 5月18日       |
| 8    | [ 註 11 ] | [ 註 12 ]  | 酒井和男 | 平山美穗          | 不適用                                               | 不適用                                               | 山崎智加 | 5月25日       |
| 9    | [ 註 13 ] | [ 註 14 ]  | 平池绫子 | 饭村正之          | 不適用                                               | 不適用                                               | 山崎智加 | 6月1日        |
| 10   | [ 註 15 ] |            | 酒井和男 | 友田康            | 不適用                                               | 不適用                                               | 山崎智加 | 6月8日        |
| 11   | [ 註 16 ] |            | 酒井和男 | 平山美穗          | 酒井和男 （TOGENASHI TOGEARI） 三村厚史 （鑽石星塵） | 酒井和男 （TOGENASHI TOGEARI） 三村厚史 （鑽石星塵） | 山崎智加 | 6月15日       |
| 12   | [ 註 17 ] |            | 增井壯一 | 飯村正之          | 不適用                                               | 不適用                                               | 山崎智加 | 6月22日       |
| 13   | [ 註 18 ] |            | 酒井和男 | 酒井和男          | 酒井和男                                             | 酒井和男                                             | 山崎智加 | 6月29日       |

### BD／DVD
| 卷數 | 發售日         | 收錄話          | 規格編號  | 規格編號  |
| 卷數 | 發售日         | 收錄話          | BD        | DVD       |
| ---- | -------------- | --------------- | --------- | --------- |
| 1    | 2024年6月26日  | 第1話           | UMXK-9034 | UMBK-9312 |
| 2    | 2024年7月31日  | 第2話 - 第3話   | UMXK-9035 | UMBK-9313 |
| 3    | 2024年8月28日  | 第4話 - 第5話   | UMXK-9036 | UMBK-9314 |
| 4    | 2024年9月25日  | 第6話 - 第7話   | UMXK-9037 | UMBK-9315 |
| 5    | 2024年10月30日 | 第8話 - 第9話   | UMXK-9038 | UMBK-9316 |
| 6    | 2024年11月27日 | 第10話 - 第11話 | UMXK-9039 | UMBK-9317 |
| 7    | 2024年12月25日 | 第12話 - 第13話 | UMXK-9040 | UMBK-9318 |

### 播放电视台
日本深夜動畫：下文記載的日本国内播放時間使用日本標準時間（UTC+9）表示。因為部分時間标识會採用30小时制，因此請留意这类超过24:00的时间，其實際播放時間為翌日清晨。
| 播放日期       | 播放時間           | 播放電視台 | 播放地區 |
| -------------- | ------------------ | ---------- | -------- |
| 2024年4月5日－ | 週五 24:30 - 25:00 | TOKYO MX   | 東京都   |
|                |                    | SUN電視台  | 兵庫縣   |
|                |                    | KBS京都    | 京都府   |
|                |                    | BS11       | 日本全國 |

| 廣播日期     | 廣播時間      | 廣播平台 |
| ------------ | ------------- | --- |
| 2024年4月5日 | 週五 25:00 起 | Prime Video、d動畫商城、Lemino、U-NEXT、、J:COM STREAM、milplus、Hulu、ABEMA、FOD、DMM TV、萬代頻道、Video Market、、music.jp、VIDEX、HAPPY!動畫、樂天電視 |